# Nicole Garcia
Nicole Garcia (Orà, Algèria francesa (ara Algèria); 22 d'abril de 1946) és una actriu, directora i guionista francesa. La seva pel·lícula Selon Charlie va participar en el 59è Festival Internacional de Cinema de Canes.

## Biografia
Va néixer en una família pied-noir a Orà, on va passar la seva infància i adolescència. Va arribar a França continental l'abril de 1962. Es va matricular a la facultat per fer cursos de filosofia i també va fer cursos de dramatúrgia. Va ingressar al Conservatori Nacional d'Art Dramàtic i el 1967 va obtenir un primer premi en comèdia moderna. La primera pel·lícula en què va interpretar Des garçons et des filles es va estrenar el 1967, però va ser gràcies a Que la fête commence de Bertrand Tavernier el 1975, que va atraure l'atenció de professionals i públic. El 1977 Henri Verneuil la l va contractar per a Le Corps de mon ennemi.
Va obtenir el seu primer paper protagonista a La Question, una pel·lícula retirada dels cinemes perquè denuncia tortures durant la guerra d'Algèria. El seu personatge com a esposa enganyadaa a Le Cavaleur la va fer popular i li va valer el premi César a la millor actriu secundària. Ella torna a El meu oncle d'Amèrica d'Alain Resnais, Les Uns et les Autres de Claude Lelouch, L'Honneur d'un capitaine de Pierre Schoendoerffer, Garçon ! de Claude Sautet, La Petite Lili de Claude Miller…
El 1990, Nicole Garcia va començar una carrera com a directora, centrada en disseccionar la complexitat de les relacions humanes als llargmetratges que va dirigir:Un week-end sur deux (1990) i Le Fils préféré (1994) van ser aclamats per la crítica, Place Vendôme (1998) et L'Adversaire (2002),, que interpreta Daniel Auteuil, tenen èxit amb el públic. El 2006, va presentar a Selon Charlie a Cannes. Figura important del cinema francès, va tornar a actuar a Ma place au soleil el 2007.

### Festivals

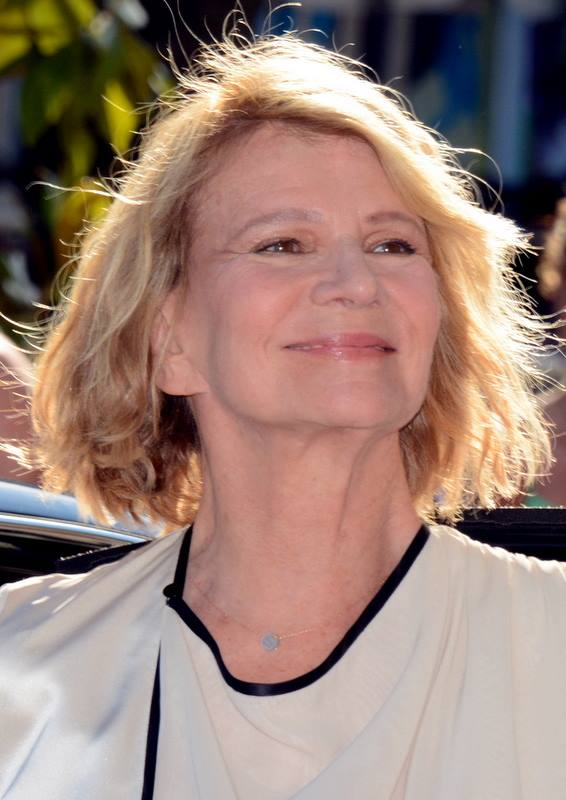
Nicole Garcia el 2014.

El 2000 juntament amb Jeremy Irons i Kristin Scott Thomas, va formar part del jurat dels llargmetratges presidit per Luc Besson al 53è Festival Internacional de Cinema de Canes. El 2014 va presidir el jurat de la Caméra d'or al 67è Festival Internacional de Cinema de Canes. I el 2010 fou membre del jurat de Guillermo del Toro a la 75a Mostra Internacional de Cinema de Venècia.

## Filmografia

### Com a actriu
- 1968: Des garçons et des filles dirigida per Étienne Périer.
- 1975: Que la fête commence dirigida per Bertrand Tavernier.
- 1976: Le Corps de mon ennemi dirigida per Henri Verneuil.
- 1976: Duelle dirigida per Jacques Rivette.
- 1976: La Question dirigida per Louis Heynemann.
- 1977: Les Indiens sont encore loin.
- 1978: Le Cavaleur dirigida per Philippe de Broca.
- 1978: Un papillon sur l'épaule dirigida per Jacques Deray.
- 1979: Le Mors aux dents dirigida per Laurent Heynemann.
- 1979: Operación Ogro dirigida per Gillo Pontecorvo.
- 1980: El meu oncle d'Amèrica dirigida per Alain Resnais.
- 1981: Le Grand Paysage d'Alexis Droeven.
- 1981: Les Uns et les Autres dirigida per Claude Lelouch.
- 1981: Beau-père dirigida per Bertrand Blier.
- 1981: Qu'est-ce qui fait courir David ? dirigida per Elie Chouraqui.
- 1982: L' Honneur d'un capitaine dirigida per Pierre Schoendoerffer.
- 1982: Via degli specchi.
- 1983: A couteau tiré dirigida per Roberto Faenza.
- 1983: Les Mots pour le dire dirigida per José Pinheiro.
- 1983: Garçon! dirigida per Claude Sautet.
- 1984: Partenaires dirigida per Claude s'Anna.
- 1985: Péril en la demeure dirigida per Michel Deville.
- 1985: Le Quatrième pouvoir dirigida per Serge Leroy.
- 1986: Mort un dimanche de pluie dirigida per Joël Santoni.
- 1986: Un homme et une femme: vingt ans déjà dirigida per Claude Lelouch.
- 1987: La Lumière du lac dirigida per Francesca Comencini.
- 1990: Outremer dirigida per Brigitte Roüan.
- 1993: Aux petits bonheurs dirigida per Michel Deville.
- 1995: Fugueuses dirigida per Nadine Trintignant.
- 1999: Kennedy et moi dirigida per Sam Karmann.
- 2001: Betty Fisher et autres histoires dirigida per Claude Miller.
- 2002: Tristan dirigida per Philippe Harel.
- 2002: La Petite Lili dirigida per Claude Miller.
- 2002: Histoire de Marie et Julien dirigida per Jacques Rivette.
- 2004: Ne fais pas ça dirigida per Luc Bondy.
- 2004: Le Dernier jour dirigida per Rodolphe Marconi.
- 2007: Ma Place au soleil dirigida per Eric de Montalier.
- 2008: Les Bureaux de Dieu dirigida per Claire Simon.
- 2009: Bancs publics (Versailles Rive-Droite) dirigida per Bruno Podalydès.

### Com a directora
- 1986: 15 août (curtmetratge)
- 1990: Un week-end sur deux
- 1994: Le Fils préféré
- 1998: Place Vendôme
- 2002: L'Adversaire
- 2006: Selon Charlie
- 2010: Un balcon sur la mer
- 2014: Un beau dimanche
- 2016: El somni de la Gabrielle (Mal de pierres)
- 2020: Els amants (Amants)

## Teatre
- 1967 : Décibel de Julien Vartet; dirigida per Pierre Dux, théâtre de la Madeleine
- 1968 : Adieu Berthe de John Murray et Allen Boretz; dirigida per Jacques Charon, théâtre des Bouffes-Parisiens
- 1969 : Le Misanthrope de Molière; dirigida per Michel Vitold, théâtre du Vieux-Colombier
- 1973 : Smoking ou Les Mauvais Sentiments de Jean-Pierre Bisson; dirigida per de l'auteur, Festival d'automne à Paris
- 1974 : Tambours dans la nuit de Bertolt Brecht; dirigida per Robert Gironès, théâtre Mécanique
- 1974 : Les Premières Communions de Jean-François Prévand d'après Alfred de Musset, George Sand; dirigida per Nicole García, Vincennes
- 1974 : Les Caprices de Marianne d'Alfred de Musset; dirigida per Jean-Pierre Bisson, Théâtre national de Strasbourg
- 1975 : Cesare 1950 de Jean-Pierre Bisson; dirigida per de l'auteur, théâtre de Nice
- 1975 : Suréna de Corneille; dirigida per Jean-Pierre Miquel, Teatro del Odéon
- 1975 : Barbe-bleue et son fils imberbe de Jean-Pierre Bisson; dirigida per l'autor, théâtre de Nice
- 1976 : Élisabeth I; dirigida per Liviu Ciulei, théâtre national de Chaillot
- 1977 : Oncle Vania d'Anton Chejov; dirigida per Jean-Pierre Miquel, théâtre de l'Odéon
- 1977 : Périclès, prince de Tyr de William Shakespeare; dirigida per Roger Planchon, TNP Villeurbanne
- 1985 : Deux sur la balançoire de William Gibson; dirigida per Bernard Murat, Théâtre de la Madeleine
- 1990 : Partage de midi de Paul Claudel; dirigida per Brigitte Jaques, théâtre de l'Atelier
- 1995 : Scènes de la vie conjugale d'Ingmar Bergman; dirigida per Stéphan Meldegg & Rita Russek, théâtre de la Madeleine
- 2005 : La Chèvre ou qui est Sylvia? de Edward Albee; dirigida per Frédéric Bélier-Garcia, théâtre de la Madeleine
- 2010 : De beaux lendemains de Russell Banks; dirigida per Emmanuel Meirieu, Nuits de Fourvière
- 2012-2013 : La Mouette d'Anton Txèkhov; dirigida per Frédéric Bélier-Garcia, Théâtre des Célestins.